# Anaphes ensipennis
Anaphes ensipennis är en stekelart som först beskrevs av Soyka 1949.  Anaphes ensipennis ingår i släktet Anaphes och familjen dvärgsteklar. Inga underarter finns listade i Catalogue of Life.